# Serguéi Syrtsov (halterófilo)
Serguéi Alexándrovich Syrtsov –en ruso, Сергей Александрович Сырцов– (Taganrog, 25 de octubre de 1966) es un deportista ruso que compitió para la Unión Soviética en halterofilia.
Participó en dos Juegos Olímpicos de Verano, obteniendo dos medallas de plata: en Barcelona 1992 (categoría de 90 kg) y en Atlanta 1996 (108 kg).
Ganó cinco medallas en el Campeonato Mundial de Halterofilia entre los años 1989 y 1995, y tres medallas en el Campeonato Europeo de Halterofilia entre los años 1989 y 1995.

## Palmarés internacional
| Representando a la URSS           |                           |                  |           |
| Campeonato Mundial                |                           |                  |           |
| Año                               | Lugar                     | Medalla          | Categoría |
| 1989                              | Atenas (Grecia)           | Medalla de plata | 90 kg     |
| 1991                              | Donaueschingen (Alemania) | Medalla de oro   | 90 kg     |
| Campeonato Europeo                |                           |                  |           |
| Año                               | Lugar                     | Medalla          | Categoría |
| 1989                              | Atenas (Grecia)           | Medalla de plata | 90 kg     |
| Representando al Equipo Unificado |                           |                  |           |
| Juegos Olímpicos                  |                           |                  |           |
| Año                               | Lugar                     | Medalla          | Categoría |
| 1992                              | Barcelona (España)        | Medalla de plata | 90 kg     |
| Representando a Rusia             |                           |                  |           |
| Juegos Olímpicos                  |                           |                  |           |
| Año                               | Lugar                     | Medalla          | Categoría |
| 1996                              | Atlanta (Estados Unidos)  | Medalla de plata | 108 kg    |
| Campeonato Mundial                |                           |                  |           |
| Año                               | Lugar                     | Medalla          | Categoría |
| 1993                              | Melbourne (Australia)     | Medalla de plata | 99 kg     |
| 1994                              | Estambul (Turquía)        | Medalla de oro   | 99 kg     |
| 1995                              | Cantón (China)            | Medalla de plata | 99 kg     |
| Campeonato Europeo                |                           |                  |           |
| Año                               | Lugar                     | Medalla          | Categoría |
| 1994                              | Sokolov (República Checa) | Medalla de oro   | 99 kg     |
| 1995                              | Varsovia (Polonia)        | Medalla de oro   | 108 kg    |